# 4 x 100 meter frisim för herrar i simning vid olympiska sommarspelen 2016
Herrarnas 4 x 100 meter frisim vid olympiska sommarspelen 2016 avgjordes 7 augusti 2016 i Estádio Aquático Olímpico.

## Resultat

### Försöksheat
| Placering | Heat | Bana | Nation     | Simmare | Tid     | Noteringar |
| --------- | ---- | ---- | ---------- | --- | ------- | ---------- |
| 1         | 1    | 4    | Ryssland   | Andrey Grechin (48,58) Aleksandr Popkov (48,18) Danila Izotov (47,65) Alexander Sukhorukov (47,63)          | 3.12,04 | Q          |
| 2         | 2    | 1    | USA        | Jimmy Feigen (48,55) Ryan Held (47,79) Blake Pieroni (48,39) Anthony Ervin (47,65)                          | 3.12,38 | Q          |
| 3         | 2    | 5    | Australien | James Magnussen (48,85) Kyle Chalmers (47,04) James Roberts (48,33) Matthew Abood (48,43)                   | 3.12,65 | Q          |
| 4         | 2    | 4    | Frankrike  | Clément Mignon (48,59) William Meynard (49,05) Fabien Gilot (47,88) Mehdy Metella (47,75)                   | 3.13,27 | Q          |
| 5         | 2    | 3    | Brasilien  | Marcelo Chierighini (48,47) Nicolas Oliveira (47,96) Gabriel Santos (48,63) Matheus Santana (49,00)         | 3.14,06 | Q          |
| 5         | 1    | 6    | Kanada     | Santo Condorelli (48,73) Yuri Kisil (47,70) Markus Thormeyer (48,29) Evan van Moerkerke (49,34)             | 3.14,06 | Q          |
| 7         | 2    | 6    | Belgien    | Dieter Dekoninck (49,91) Jasper Aerents (48,77) Glenn Surgeloose (48,09) Pieter Timmers (47,39)             | 3.14,16 | Q          |
| 8         | 1    | 2    | Japan      | Katsumi Nakamura (47,99) 0NR0 Shinri Shioura (48,71) Kenji Kobase (48,79) Junya Koga (48,68)                | 3.14,17 | Q, 0NR0    |
| 9         | 1    | 5    | Italien    | Luca Dotto (48,51) Marco Orsi (48,58) Michele Santucci (48,42) Luca Leonardi (48,71)                        | 3.14,22 |            |
| 10        | 2    | 7    | Grekland   | Odysseus Meladinis (49,92) Kristian Golomeev (47,43) Christos Katrantzis (49,13) Apostolos Christou (48,14) | 3.14,62 |            |
| 11        | 1    | 7    | Tyskland   | Steffen Deibler (48,92) Björn Hornikel (48,89) Philipp Wolf (48,46) Damian Wierling (48,70)                 | 3.14,97 |            |
| 12        | 1    | 3    | Polen      | Paweł Korzeniowski (49,93) Kacper Majchrzak (48,42) Jan Świtkowski (48,64) Konrad Czerniak (48,53)          | 3.15,52 |            |
| 13        | 1    | 8    | Spanien    | Markel Alberdi (49,28) Miguel Ortiz-Cañavate (48,87) Aitor Martínez (48,87) Bruno Ortiz-Cañavate (49,69)    | 3.16,71 | 0NR0       |
| 14        | 1    | 1    | Rumänien   | Marius Radu (49,33) Daniel Macovei (49,99) Alin Coste (49,51) Norbert Trandafir (48,20)                     | 3.17,03 |            |
| 16        | 2    | 8    | Ungern     | Dominik Kozma (48,77) Richárd Bohus (48,60) Krisztián Takács (48,93) Péter Holoda (48,91)                   | 3.15,21 | DSQ        |
| 16        | 2    | 7    | Kina       | He Jianbin (50,08) Lin Yongqing (DSQ) Ning Zetao (47,88) Yu Hexin (48,85)                                   |         | DSQ        |

### Final
| Placering | Bana | Nation     | Simmare                                                                                            | Tid     | Noteringar |
| --------- | ---- | ---------- | -------------------------------------------------------------------------------------------------- | ------- | ---------- |
| 1         | 5    | USA        | Caeleb Dressel (48,10) Michael Phelps (47,12) Ryan Held (47,73) Nathan Adrian (46,97)              | 3.09,92 |            |
| 2         | 6    | Frankrike  | Mehdy Metella (48,08) Fabien Gilot (48,20) Florent Manaudou (47,14) Jérémy Stravius (47,11)        | 3.10,53 |            |
| 3         | 3    | Australien | James Roberts (48,88) Kyle Chalmers (47,38) James Magnussen (48,11) Cameron McEvoy (47,00)         | 3.11,37 |            |
| 4         | 4    | Ryssland   | Andrey Grechin (48,68) Danila Izotov (48,00) Vladimir Morozov (47,31) Alexander Sukhorukov (47,65) | 3.11,64 |            |
| 5         | 7    | Brasilien  | Marcelo Chierighini (48,12) Nicolas Oliveira (48,26) Gabriel Santos (48,72) João de Lucca (48,11)  | 3.13,21 |            |
| 6         | 1    | Belgien    | Glenn Surgeloose (48,73) Jasper Aerents (48,47) Emmanuel Vanluchene (48,82) Pieter Timmers (47,55) | 3.13,57 | 0NR0       |
| 7         | 2    | Kanada     | Santo Condorelli (48,51) Yuri Kisil (47,76) Markus Thormeyer (48,40) Evan van Moerkerke (49,68)    | 3.14,35 |            |
| 8         | 8    | Japan      | Katsumi Nakamura (48,49) Shinri Shioura (48,65) Kenji Kobase (48,79) Junya Koga (48,55)            | 3.14,48 |            |